# Jean-Joseph Jaquet

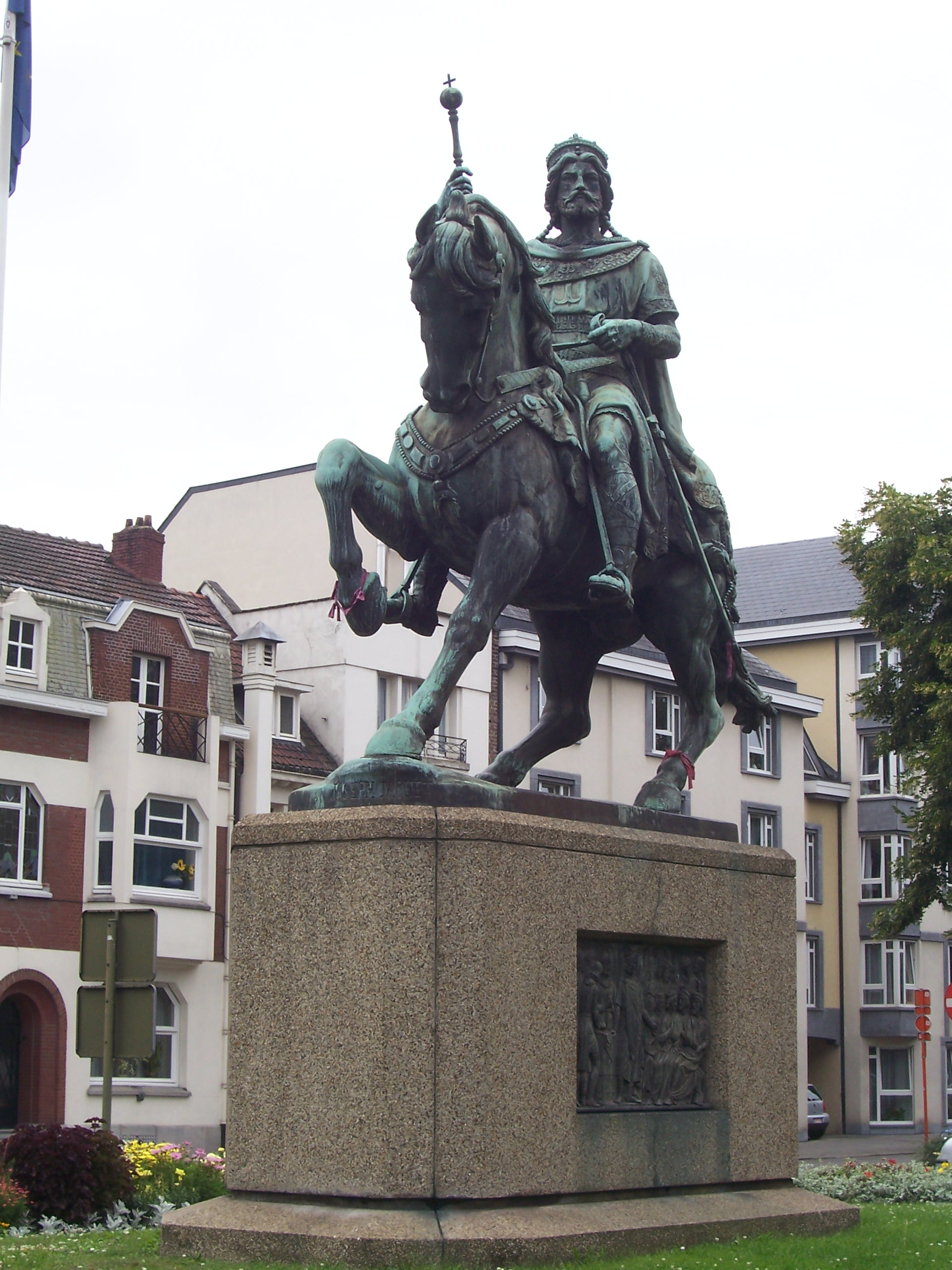
Boudewijn I van Constantinopel in Bergen door Jean-Joseph Jaquet

Jean-Joseph Jaquet, soms geschreven als Joseph Jacquet of Jan-Jozef Jaquet (Antwerpen, 30 januari 1822 – Schaarbeek, 9 juni 1898) was een Belgische beeldhouwer.

## Biografie
Jaquet werd geboren in Antwerpen en was de zoon van een bakker. Hij studeerde samen met Guillaume Geefs aan de Koninklijke Academie voor Schone Kunsten van Brussel en was de vriend van Peter Ludwig Kühnen (1812-1877), een schilder afkomstig uit Aken, gespecialiseerd in het schilderen van romantische landschappen. Hij liet zijn broer Jacques (1830-1898), die hem zijn leven Lang assisteerde, vanuit Antwerpen naar Brussel komen. Jacques nam actief deel met sculpturen uit zijn eigen producties voor de Brusselse kunstsalons van 1843, 1854, 1860, 1866, 1872 en 1873.
Voor het Kunstsalon in Brussel in 1842, stelde Jean-Joseph Jaquet een marmeren buste, drie gipsen bustes, een Mozes gered uit de wateren en een mediterende Sint Paulus ten toon, wat hem bekendheid bracht. Zijn bijdrage aan het Salon van 1845 was belangrijker en vooral een model voor een bronzen standbeeld van Jean Froissart voor de stad Chimay, maar hij verkreeg een definitieve bekendheid in 1854 met De Gouden Eeuw. In die tijd woonde hij in de Goffardstraat daarna verhuisde hij naar de Keizer Karelstraat.
In 1864 stelde hij zijn eerste commissie in Amsterdam veilig: De Overwinning voor het Paleis voor Volksvlijt dan een tweede commissie voor de decoratie van het nationaal monument in het Willemspark in Den Haag. Het ruiterstandbeeld van Boudewijn I van Constantinopel werd gecreëerd in 1868 in Bergen.
In 1872 levert hij het fronton en leeuwen aan de Brusselse Beurs. Op het fronton beeld hij de onderwerpen, vrijheid van handel, vervoer over water en vervoer over de weg uit. In 1879 ontwierp Jean-Joseph Jaquet een standbeeld voor Louise van Orléans, de eerste Koningin der Belgen: dit standbeeld stond op de Place d'Armes in Philippeville en werd dan verplaatst naar de oude middelbare school in de Naamsestraat.
Hij was een hoogleraar aan de Brusselse Koninklijke Academie voor Schone Kunsten en een leermeester van Charles Samuel.
In 1898 stierf hij in Schaarbeek in het Brussels Hoofdstedelijk Gewest. Hij werd 76 jaar oud.

## Eretitels
- Officier in de Leopoldsorde.
- Officier in de orde van de Eikenkroon.
- Lid van de Koninklijke Academie voor Wetenschappen, Letteren en Schone Kunsten van België.

- International Standard Name Identifier: 0000 0004 3658 3447
- RKD-Nederlands Instituut voor Kunstgeschiedenis: 41991
- Union List of Artist Names: 500034441
- Virtual International Authority File: 659150323701309970387